# 湯銘新 (籃球裁判)
湯銘新（1928年8月8日—2013年3月17日）為臺灣籃球裁判，出生於中華民國江蘇省镇江县，1948年因高棪關係到臺灣授課，之後便延攬到國立臺灣大學當體育老師，1964年曾吹判東京奧運，1993年獲時任國際奧林匹克委員會主席胡安·安东尼奥·萨马兰奇到臺灣訪問時頒發奥林匹克银质勋章。
2013年3月17日，湯銘新在美國自宅病逝，享年86歲，安葬於玫瑰崗紀念公園。
2022年6月24日，湯銘新以裁判身分入選第一屆台灣籃球名人堂。

## 延伸閱讀
- 張啟雄; 潘光哲訪問; 王景玲紀錄. . 中央研究院近代史研究所. 2005-12-01. ISBN 9789860040470.

## 外部連結
- 湯銘新在Olympedia（英语）